# Альбарето
Альбарето (італ. Albareto) — муніципалітет в Італії, у регіоні Емілія-Романья,  провінція Парма.
Альбарето розташоване на відстані близько 370 км на північний захід від Рима, 135 км на захід від Болоньї, 65 км на південний захід від Парми.
Населення — 2163 особи (2014).
Щорічний фестиваль відбувається 15 серпня. Покровителька — Богородиця Небовзята.

## Демографія
Населення за роками:

Станом на 1 січня 2023 року в муніципалітеті офіційно проживало 77 іноземців з 22 країн, серед них 27 громадян країн Євросоюзу та 11 громадян України.

## Сусідні муніципалітети
- Борго-Валь-ді-Таро
- Комп'яно
- Понтремолі
- Сеста-Годано
- Торноло
- Варезе-Лігуре
- Цері